# Années 1140 av. J.-C.
Les années 1140 av. J.-C. couvrent les années de 1149 av. J.-C. à 1140 av. J.-C.

## Événements
- 1149-1141 av. J.-C. : règne de Ramsès VII, pharaon de la XXe dynastie égyptienne[1].
- Vers 1141-1139 av. J.-C. : règne de Ramsès VIII, pharaon de la XXe dynastie égyptienne[1].
- Vers 1140 av. J.-C. : début du règne de Itti-Marduk-balatu, roi de Babylone.